# 常滑駅
常滑駅（とこなめえき）は、愛知県常滑市鯉江本町にある名古屋鉄道常滑線・空港線の駅。駅番号はTA22。

## 概要
常滑線と空港線の境界駅であり、現在のダイヤでは一部時間帯の普通列車、空港行き終電後の当駅止まりの急行列車などを除くほとんどの列車が両線を直通する。また、始発とその次の空港行きへの送り込みのため、5時台に当駅から西ノ口駅まで回送列車が2本運転されている。
強風で空港線が不通になると、ミュースカイ（通常は朝の上り以外は通過）を含めた全列車が当駅止まりになるが、この駅から中部国際空港へのバス代行輸送は実施されないため、予め空港バスを利用するか、タクシーを使う必要がある。

## 歴史
- 1913年（大正2年）4月1日：愛知電気鉄道が常滑線を開業。
- 1935年（昭和10年）8月1日：名岐鉄道への合併により名古屋鉄道が発足したため、同社の駅となる。
- 1981年（昭和56年）度：貨物営業廃止[3]。
- 1982年（昭和57年）12月21日：駅発着線を1面1線から2面3線に変更[4]。
- 1987年（昭和62年）3月27日：第三セクターによる「常滑駅ビル」と名鉄の「名鉄常滑ビル」が一体となった駅ビル（鉄筋6階建）が完成。駅舎、コンコース、地元テナント店舗が「常滑駅ビル」に、名鉄ストアー、名鉄直営レストラン、賃貸マンションが「名鉄常滑ビル」に入居[5]。
- 2002年（平成14年）1月26日：駅高架化による工事のため休止（榎戸駅までバスでの代行運転）。駅ビルの東側半分を解体。
- 2003年（平成15年）10月4日：駅高架化完了・移転。
- 2005年（平成17年）1月29日：名鉄空港線が開業。同時に当駅を通過する定期列車も設定された[6]。
- 2011年（平成23年）2月11日：ICカード「manaca」の利用が可能となる。
- 2012年（平成24年）2月29日：トランパスの使用を終了。
- 2016年（平成28年）10月22日：駅ビルの残存部分も解体[7]。
- 2018年（平成30年）10月5日：駅ビルの跡地に「μPLAT常滑」が開業[8]。

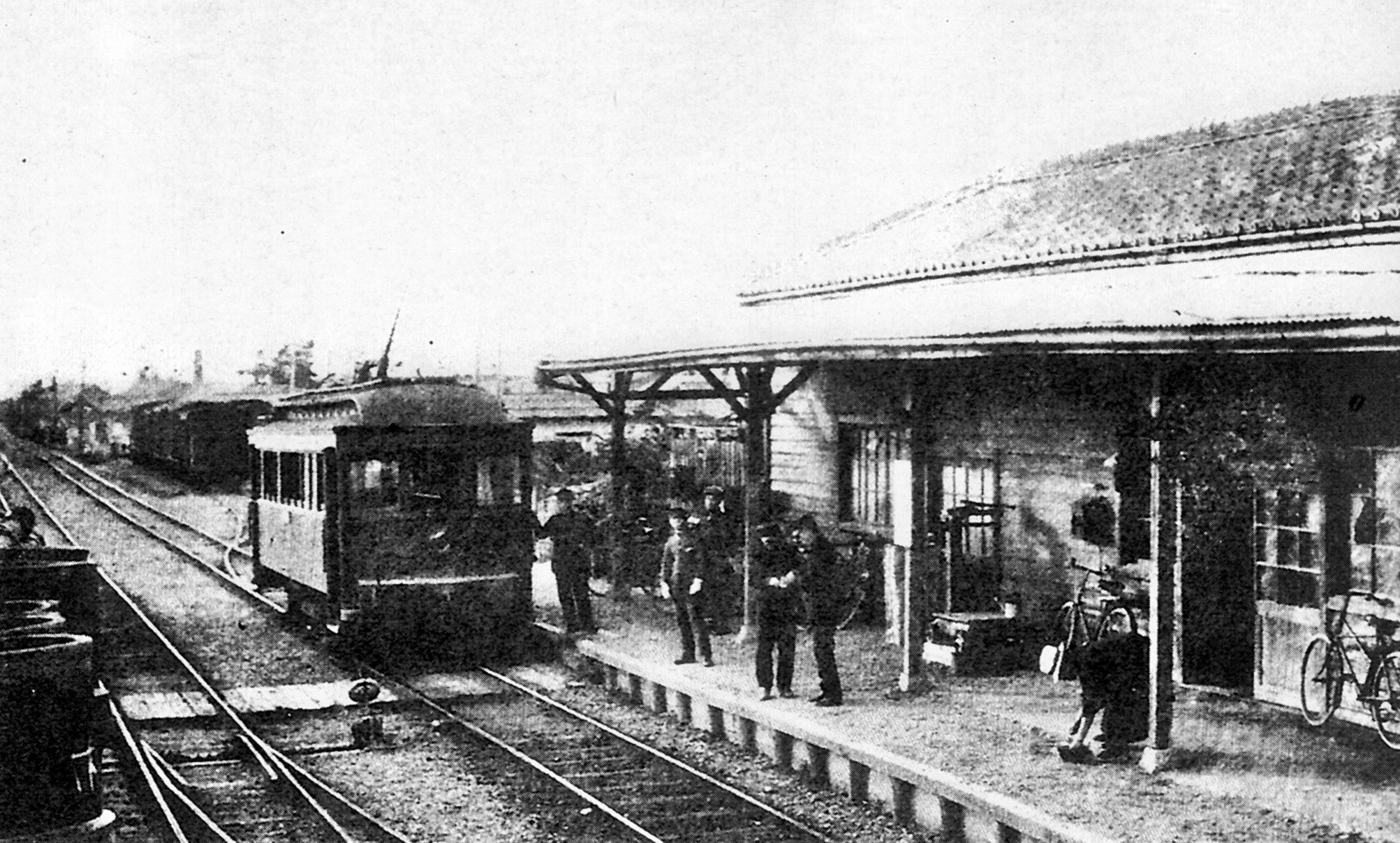
大正時代の常滑駅
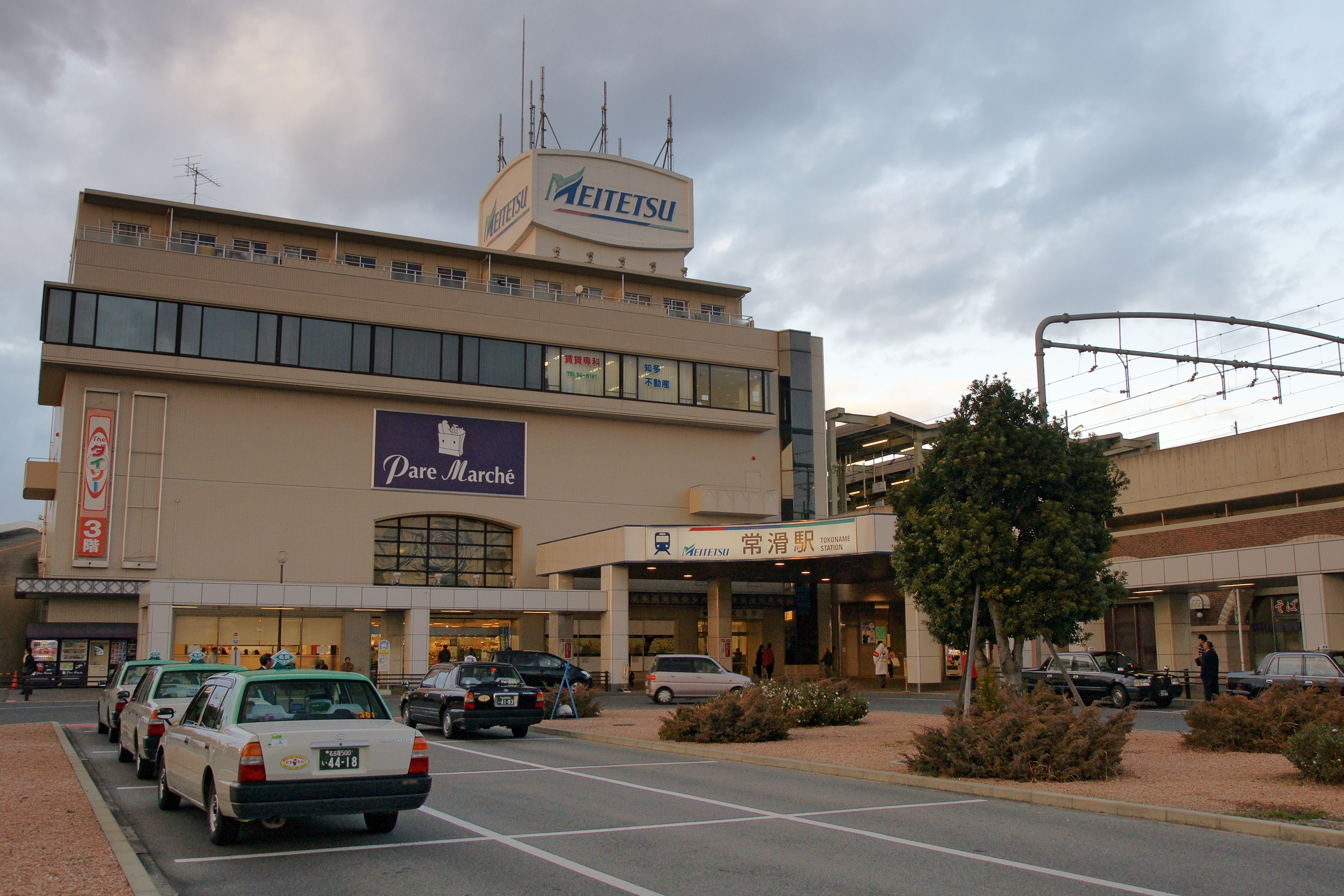
駅ビル（2009年1月）

## 駅構造
2面4線のホームを持つ高架駅である。ホームは8両まで対応しており、上屋は6両分ある。高架化と同時にLED式発車案内（2段表示）も設置された。1・2番線は2004年の空港線暫定開業時（1番線を使用していた）まではほとんど使用されていなかった。ホームはややカーブしており、ミュースカイが通過する際は少し減速する。バリアフリー設備としてエレベータと多目的トイレがある。
| 番線 | 路線      | 行先                         | 備考                               |
| ---- | --------- | ---------------------------- | ---------------------------------- |
| 1    | TA 空港線 | 中部国際空港ゆき             | 一部の太田川方面折り返し列車も発着 |
| 2    | TA 空港線 | 中部国際空港ゆき             |                                    |
| 3・4 | TA 常滑線 | 太田川・金山・名鉄名古屋方面 |                                    |

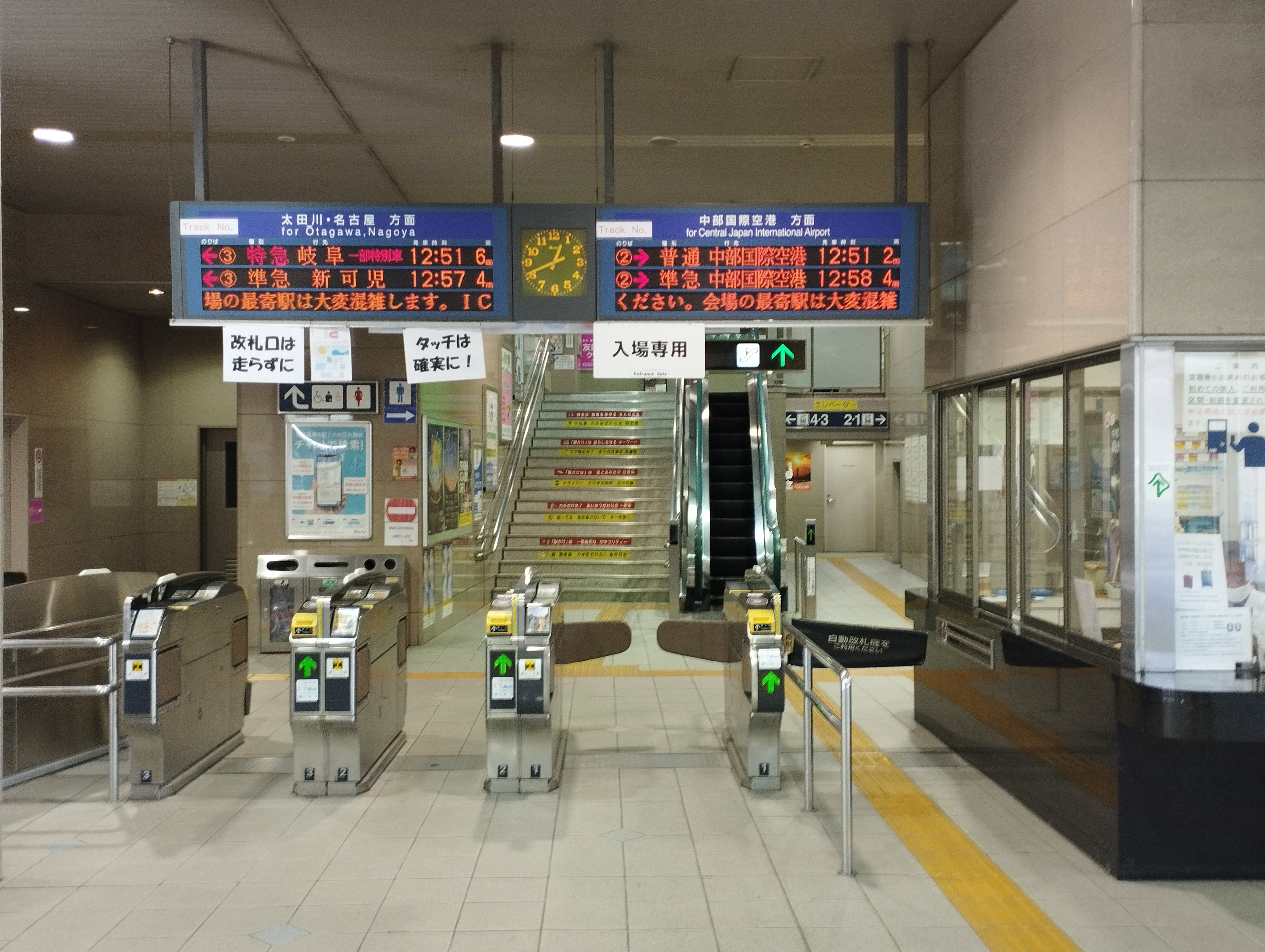
改札口
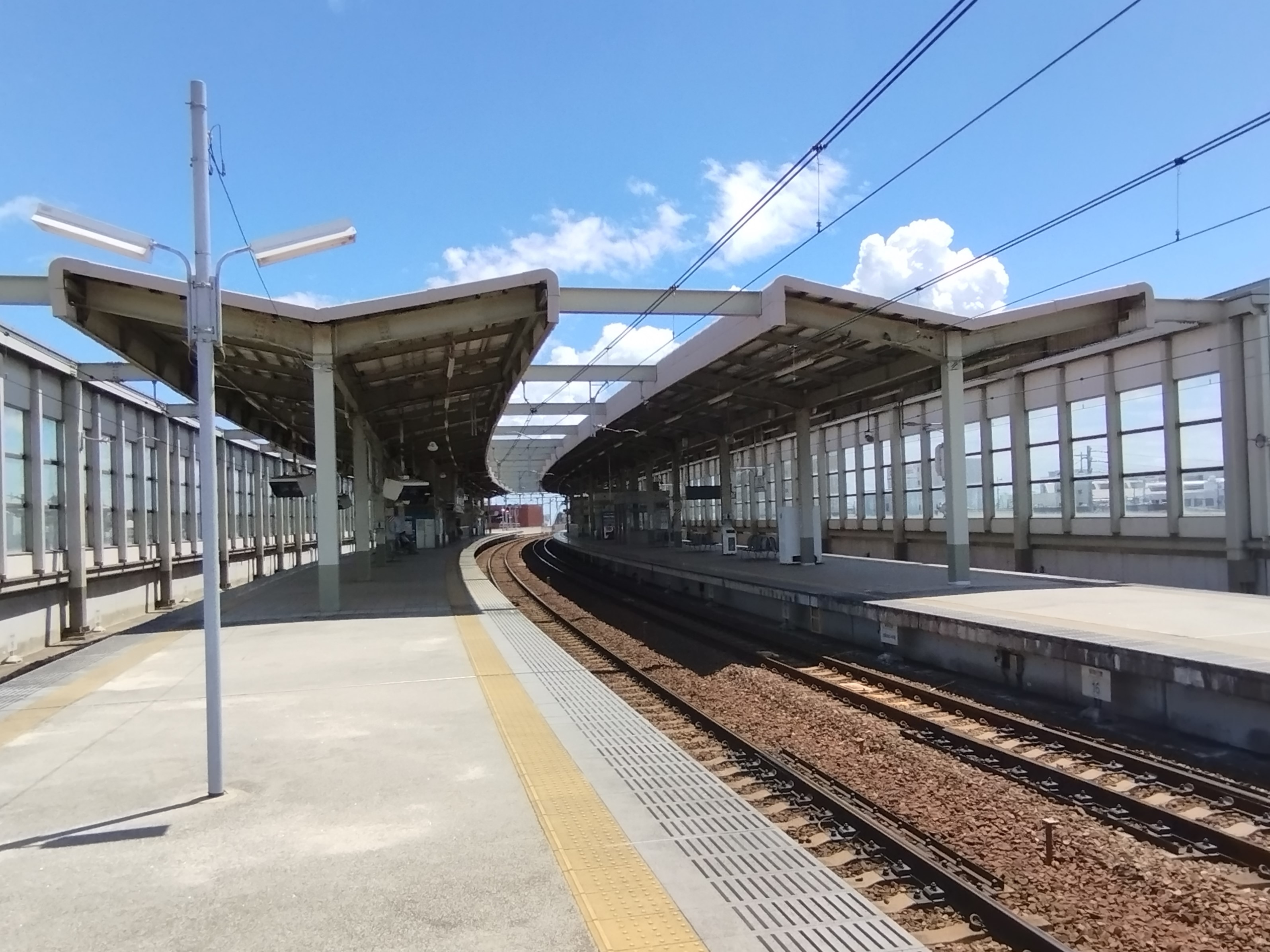
ホーム
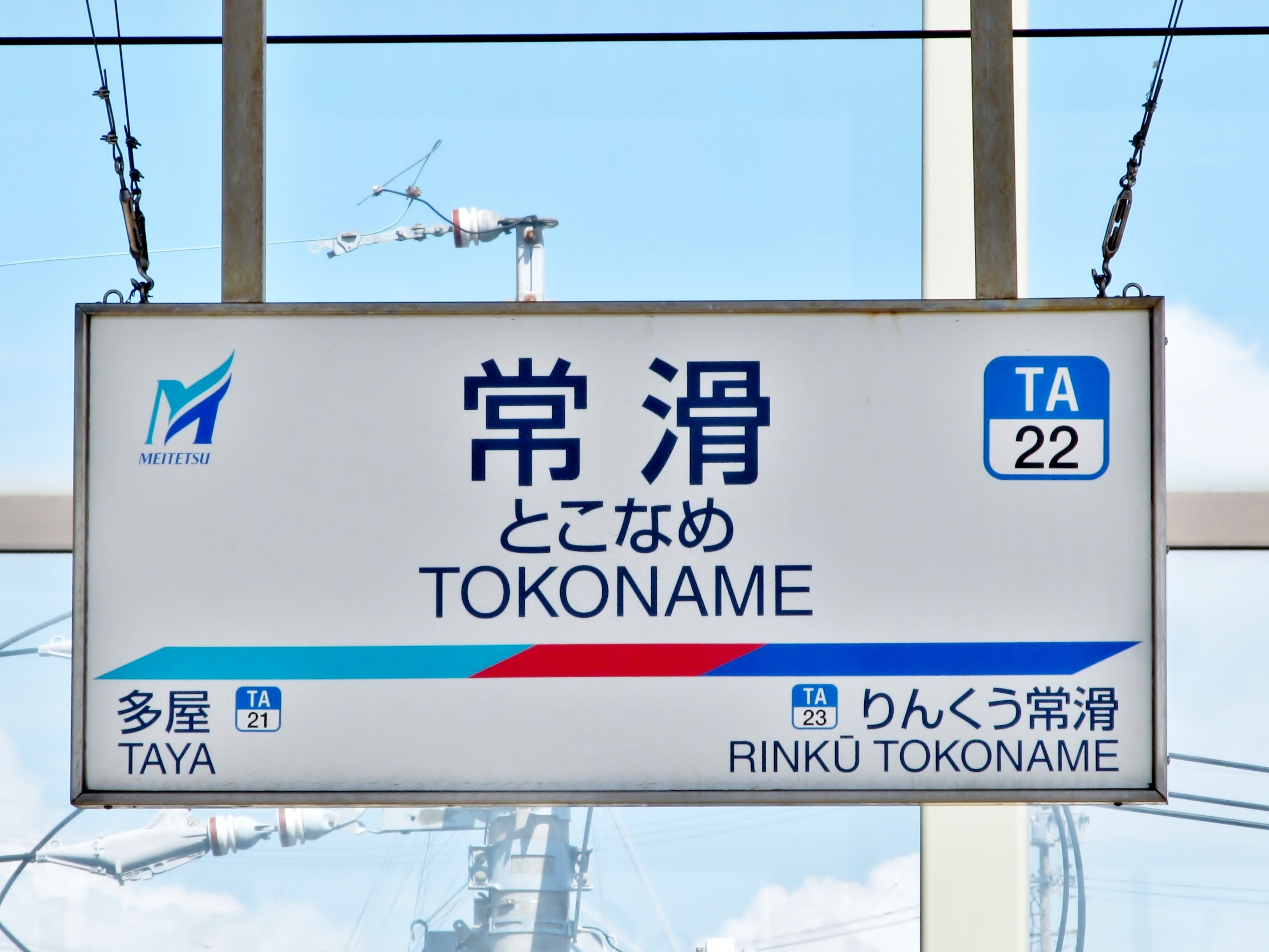
駅名標

### 配線図
| ← 太田川・ 名古屋方面 | 常滑駅 構内配線略図 | → 中部国際空港方面 |
| 凡例 出典:            |                     |                    |

過去の配線
| ← 太田川・ 新名古屋方面               | 多屋駅・常滑駅 構内配線略図（1957年） |  |
| 凡例 出典:停車場配線略図 昭和32年調査 |                                       |  |

かつては陶器を中心とする貨物輸送に重きを置いていたため、貨物用の広大な敷地に対し、旅客用ホームは1面1線しかなかった。1979年に多屋・常滑間が複線化されても旅客営業に使用可能なホーム数は変わらず、ダイヤ設定上のネックとなっていた。
| ← 太田川・ 新名古屋方面 | 多屋駅・常滑駅 構内配線略図（1993年） |  |
| 凡例 出典:              |                                       |  |

1981年に貨物営業が終了し、1982年に配線変更が実施されると、6両対応・2面3線のホームとなった。

## 利用状況
- 『名鉄120年：近20年のあゆみ』によると2013年度当時の1日平均乗降人員は10,581人であり、この値は名鉄全駅（275駅）中32位、常滑線・空港線・築港線（26駅）中5位であった[15]。
- 『名古屋鉄道百年史』によると1992年度当時の1日平均乗降人員は10,011人であり、この値は岐阜市内線均一運賃区間内各駅（岐阜市内線・田神線・美濃町線徹明町駅 - 琴塚駅間）を除く名鉄全駅（342駅）中41位、常滑線・築港線（24駅）中4位であった[16]。
- 「とこなめの統計」によると2016年度の1日平均乗降人員は11,284人である。常滑線・空港線では、神宮前駅・中部国際空港駅・太田川駅・大同町駅に次いで5番目に多い。近年の1日平均

乗降人員は下表のとおりである。
| 年度               | 1日平均乗降人員 | 1日平均乗降人員 | 1日平均乗降人員 |
| 年度               | 定期            | 定期外          | 合計            |
| ------------------ | --------------- | --------------- | --------------- |
| 2003年（平成15年） |                 |                 | 7,400           |
| 2004年（平成16年） | 5,540           | 3,316           | 8,856           |
| 2005年（平成17年） | 6,616           | 3,913           | 10,529          |
| 2006年（平成18年） | 6,656           | 3,600           | 10,256          |
| 2007年（平成19年） | 6,686           | 3,545           | 10,231          |
| 2008年（平成20年） | 6,520           | 3,545           | 10,065          |
| 2009年（平成21年） | 6,560           | 3,358           | 9,918           |
| 2010年（平成22年） | 6,708           | 3,228           | 9,936           |
| 2011年（平成23年） | 6,936           | 3,266           | 10,202          |
| 2012年（平成24年） | 7,014           | 3,259           | 10,273          |
| 2013年（平成25年） | 7,200           | 3,381           | 10,581          |
| 2014年（平成26年） | 7,184           | 3,415           | 10,599          |
| 2015年（平成27年） | 7,494           | 3,610           | 11,104          |
| 2016年（平成28年） | 7,542           | 3,742           | 11,284          |

## 駅周辺

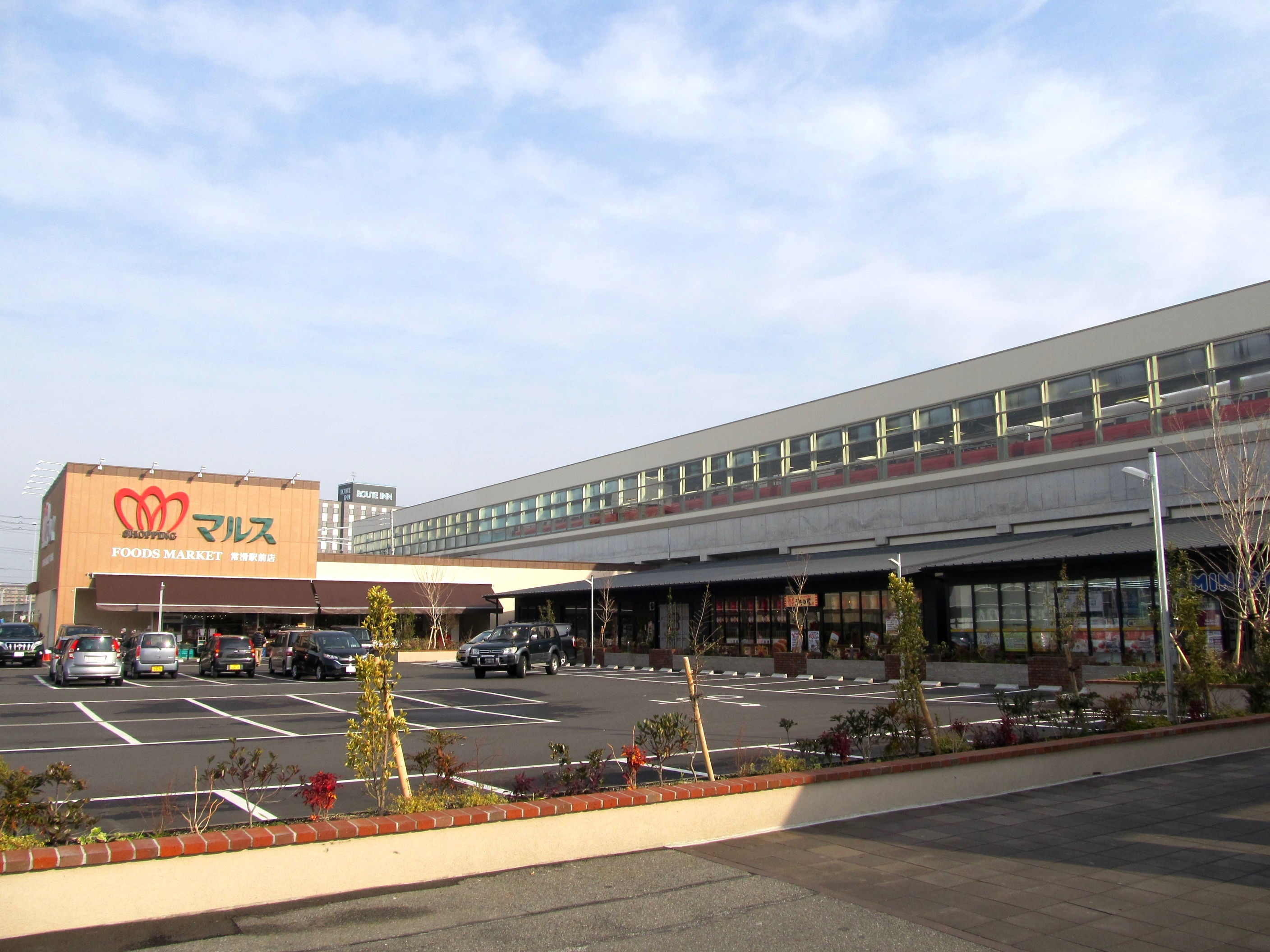
μPLAT常滑

駅ビルには名鉄ストアーとして開店したパレマルシェがあったが、2012年（平成24年）8月に閉店となった。跡地には2018年（平成30年）10月、スーパーや飲食テナントが入居する商業施設「μPLAT常滑」がオープンした。
- 常滑市役所
- 常滑警察署
- 常滑駅前交番
- 常滑市立図書館
- 常滑市市民アリーナ
  - 常滑市立図書館本館に隣接。建物の老朽化により2009年（平成21年）3月31日閉鎖。
- 常滑市民文化会館
- 常滑郵便局
- 常滑ボートレース場
- とこなめ招き猫通り
- やきもの散歩道
- LIXIL常滑本社
  - 旧：INAX本社
- ホテルルートイン常滑駅前
- スプリングサニーホテル名古屋・常滑
  - 2016年（平成28年）4月25日オープン（旧：ホテルAU常滑）。
  - 三菱UFJ銀行常滑支店

## バス路線
知多バス
2020年（令和2年）10月からは電気バスを使用したコミュニティバス「グルーン」が乗り入れている
- 半田・常滑線
  - 知多半田駅 - 西板山 - 常滑駅 -- ボートレース北 - 中部国際空港

常滑市北部バス
1980年（昭和55年）に運行開始。平日のみ運行。無料。2022年9月いっぱいで運行終了。
- 小倉公会堂 - 常滑市役所間[20] （常滑市民病院[20]・矢田中央経由）

コミュニティバス「グルーン」（2022年10月運行開始）
- ボートレース常滑・イオンモール常滑方面、市民病院方面、上野間駅・武豊方面

## 隣の駅
名古屋鉄道
TA 常滑線・空港線
□ミュースカイ（中部国際空港駅発9時以降の上り列車と全ての下り列車）
通過
□ミュースカイ（中部国際空港駅発9時以前の上り列車）・■特急・□快速急行
新舞子駅 (TA16) - 常滑駅 (TA22) - 中部国際空港駅 (TA24)
■急行
大野町駅 (TA17) - （一部西ノ口駅 (TA18)・榎戸駅 (TA20)） - 常滑駅 (TA22) - りんくう常滑駅 (TA23)
■準急
大野町駅 (TA17) - 常滑駅 (TA22) - りんくう常滑駅 (TA23)
■普通
多屋駅 (TA21) - 常滑駅 (TA22) - りんくう常滑駅 (TA23)